# Rock The Rebel / Metal The Devil
Rock The Rebel / Metal The Devil er det andet album udgivet af det danske heavy metal-band Volbeat. Det blev udgivet den 19. februar 2007 via Mascot Records. Det modtog pæne anmeldelser fra forskellige musikanmeldere, og albummet solgte platin i Danmark og guld i Tyskland. Rock The Rebel / Metal The Devil blev nomineret til adskillige musikpriser og vandt bl.a. "Årets Album" ved Danish Metal Awards, og det blev valgt til "Årets Album 2007" af musikmagasinet Metal Hammer.
Albummets anden single, "The Garden's Tale", fik ros af anmelderne for dens kombination af danske og engelske tekster. Singlen solgte platin i Danmark.

## Produktion
Alle albummets sange, herunder teksterne, blev skrevet af Michael Poulsen. Sangen "Boa (JDM)" var den sjette og sidste sang fra demoen Beat the Meat fra 2003. Den originale titel var dog "Boa". De fem andre sange fra demoen blev udgivet på debutalbummet i 2005. Derudover blev der skrevet ti nye sange, som ikke blev brugt på albummet. Rock The Rebel / Metal The Devil blev indspillet over 11 dage i oktober 2006 i Hansen Studios i Ribe. Albummet blev produceret og mixet af Jacob Hansen, der også havde været producer på de to tidligere udgivelser, med hjælp fra Martin Pagaard Wolff. Hansen sang baggrundsvokal på "River Queen" og "Soulweeper #2".
Den danske tekst til sangen "The Garden's Tale" blev sunget af Johan Olsen fra rockbandet Magtens Korridorer. Poulsen og Olsen mødte hinanden til uddelingen af Årets Steppeulv. Rob Sinclair spillede banjo og guitarsolo på "Sad Man's Tongue" og Martin Pagaard Wolff spillede akustisk guitar på samme sang. Anders Pedersen spillede hawaiiguitar på "The Human Instrument" og "Sad Man's Tongue".
Efter indspilningerne forlod guitaristen Franz "Hellboss" Gottschalk Volbeat. Den officielle grund var at det skete på baggrund af personlige uoverensstemmelser og fordi Gottschalk ønskede en mere metallisk lyd. I et senere interview tilføjede Poulsen, at Gottschalk havde opført sig respektløst overfor både de andre bandmedlemmer besætningen og andre bands til koncerter. Hans plads blev overtaget af Thomas Bredahl, der spillede på den efterfølgende turne, og også blev krediteret på albummet, skønt han ikke medvirkede.

## Baggrund
Albummets titel kommer fra trommeslager Jon Larsen. I interviews blev bandmedlemmerne ofte spurgt om Volbeat et metal-, rock- eller Punk-band efter udgivelsen af deres første album. De havde ikke umiddelbart noget svar på dette spørgsmål, da de, ifølge Larsen, ikke selv vidste det. Med titlen gør bandet det klart at de både er et rock- og et metalband.
Albumcoveret er designet af firmaet Jester, og viser en rundsav, der er placeret på en pladespiller. Pladen roterer med 666 i stedet for grammofonpladers normale 33 omdrejninger i minuttet, således at pickuppen slår gnister. Ifølge Poulsen symboliserer pladespilleren bandets Rock 'n' Roll-lyd mens rundsaven og gnisterne er et bud det stereotype metalcover.
"Mr & Mrs Ness" er en fortsættelse af historien fra sangene "Danny & Lucy (11:00)" og "Fire Song" fra det første album. Mr. og Mrs. Ness er Lucys forældre. Mrs. Ness bliver fundet skudt. Da hendes mands hænder er blodige bliver han anholdt for mordet og idømt fængsel, selvom det ikke er ham der har begået forbrydelsen. Historien fortsætter i sangen "Mary Ann's Place" på Guitar Gangsters & Cadillac Blood. Poulsen er under et interview nævnt, at sangen ikke omhandler sangeren Mike Ness fra Social Distortion.
"Sad Man's Tongue" er en hyldest til countrysangeren Johnny Cash. "Soulweeper #2" er en fortsættelse af "Soulweeper" fra det første album. Forsangeren Michael Poulsen var flere gange blevet spurgt af kvindelige fans om han ikke kunne skrive en lignende sang til det nye album.
Bogstaverne i JDM-sangen "Boa (JDM)" står for Jens de Mello, en ven af Michael Poulsen fra Brasilien. De Mello var af den opfattelse, at riffet fra sangen ville lyde som bandet Soulfly. Poulsen nævner de Mello i slutningen af sangen med ordene "Eso é para mi amigo do Brasil" (porturgisisk For  Dette er for min brasilianske ven ).

## Spor
Alle numre er skrevet af Michael Poulsen.
1. "The Human Instrument" – 04:29
2. "Mr. And Mrs. Ness" – 03:47
3. "The Garden's Tale" (feat. Johan fra Magtens Korridorer) – 04:52
4. "Devil Or The Blue Cat's Song" – 03:16
5. "Sad Man's Tongue" – 03:06
6. "River Queen" – 03:41
7. "Radio Girl" – 03:46
8. "A Moment Forever" – 03:43
9. "Soulweeper #2" – 04:03
10. "You Or Them" – 04:11
11. "Boa" [JDM] – 3:46

## Medvirkende
Volbeat
- Michael Poulsen – vokaler, guitar
- Franz "Hellboss" – guitar
- Thomas Bredahl – guitar (krediteret men optræder ikke på dette album)
- Anders Kjølholm – bas
- Jon Larsen – Trommer

Gæstemusikere
- Johan Olsen (Magtens Korridorer) – Dansk vokal på "The Garden's Tale"

Yderligere musikere
- Anders Pedersen (Giant Sand) – hawaiiguitar på "The Human Instrument" og "Sad Man's Tongue"
- Rod Sinclair – banjo og guitarsolo på "Sad Man's Tongue"
- Martin Pagaard Wolff – akustisk guitar på "Sad Man's Tongue"
- Jacob Hansen – Baggrundsvokal på "River Queen" and "Soulweeper #2"

Produktion
- Jacob Hansen – Lydtekniker, mix og mastering
- Martin Pagaard Wolff – assisterende lydtekniker
- Daniel Madsein – Trommetekniker i studiet

Design og foto
- Jester – Cover, design
- Jacob Dinesen – fotografi af Poulsen, Kjølholm og Larsen
- Manne Gersby – fotografi "Hellboss"
- Axel Jusseit – fotografi of Volbeat

## Modtagelse
Rock The Rebel/Metal The Devil debuterede som #1 på den danske Hitlistens Album Top-40. hvilket var første gang at et dansk metalalbum toppede hitlisten Det solgte 10.000 eksemplarer den første uge. I juni 2007 var der solgt 20.000 eksemplarer, og det havde dermed solgt guld. I november 2007 havde det solgt platin i Danmark, hvilket var første gang at et dansk metalband opnåede dette.
Albummet modtog, ligesom det foregående album, gode anmeldelser. Politikens anmelder var særligt vild med "The Garden's Tale", som han kaldte "dansk folkesang pakket ind i pigtråd og afsunget som absolut sidste fællessang langt ude over de små timer i en kolonihaveforening." Heavymetal.dk skrev, at albummet "fremstår både frisk, potent og intens i al sin velskabte herlighed." GAFFAs anmelder noterede sig at "The Garden's Tale" var "et af albummets mest melodiske indslag. En dristig manøvre, der lykkedes." Blabbermouth skrev at Johan Olsens danske tekster i "The Garden's Tale" gav en "pragtfuld effekt."
Det tyske musikmagasinet Metal Hammer valgte Rock The Rebel / Metal The Devil som månedens album og senere valgte redaktionen det som "Årets Album 2007". I Rock Hard fik Volbeat igen topkarakteren 10 for deres album, men måtte dele pladsen som "Månedens Album" med albummet MK II fra det tyske power metalband Masterplan. I Tyskland modtog albummet en guldplade i 2015. Sputnikmusics anmelder var især imponeret over guitaren på albummet, og skrev at trommerytmerne var solide, men ikke noget ud over det almindelige. Produktionen blev rost, og anmelderen gav 3,5 ud af fem point.
Ved Danish Metal Awards fik albummet prisen som "Årets Album". Det var desuden nomineret til "Årets metalproduktion" og "Årets metal cover" ved samme prisuddeling. Musikvideoen til "Radio Girl" blev nomineret til "Årets musikvideo" ved samme prisoverrækkelse. Til Danish Music Awards var albummet nomineret til både "Årets Danske Album" og "Årets Danske Rock Udgivelse", men begge priser gik til Nephews Interkom kom ind.
Singlen "The Garden's Tale" blev fremført i samarbejde med Johan Olsen fra Magtens Korridorer nåede 12 uger på Tjeklisten og peakede som #4 og otte uger på Tracklisten, hvor den peakede som #18. Musikvideoen blev udvalgt til "Heavy Rotation" på MTV i Danmark kort efter udgivelsen, hvorved den vist jævnligt på kanalen. "The Garden's Tale" solgte, ligesom albummet, platin. I begyndelsen af 2008 ved P3 Guld 2007 valgte radiostationens lytterede "The Garden's Tale" til "Årets lytterhit".
Senere på året, i november, blev singlen "The Garden's Tale" af musikmagasinet GAFFA kåret til "Årets danske single" og Rock The Rebel/Metal The Devil blev #7 på listen over danske albums.

### Hitlister
| Hitliste | Højeste placering |
| -------- | ----------------- |
| Danmark  | 1                 |
| Finland  | 14                |
| Tyskland | 76                |
| Sverige  | 41                |
| Østrig   | 54                |

### Certificeringer
| Land | Certificering | Salg    |
| --- | ------------- | ------- |
| Danmark (IFPI Danmark) | Platin        | 30.000^ |
| *Salgstal baseret på certificering alene. ^Forsendelsestal baseret på certificering alene. xUspecificerede tal baseret på certificering alene. |               |         |